# Tomáš Vaclík
Tomáš Vaclík, född 29 mars 1989 i Ostrava, Socialistiska republiken Tjeckoslovakien, är en tjeckisk fotbollsmålvakt.

## Klubbkarriär
Den 6 juli 2018 värvades Vaclík av Sevilla, där han skrev på ett treårskontrakt. Vaclík blev samtidigt den första tjeckiska spelaren i Sevilla. Den 13 juli 2021 värvades Vaclík av grekiska Olympiakos, där han skrev på ett tvåårskontrakt.
Den 31 januari 2023 värvades Vaclík av Huddersfield Town, där han skrev på ett halvårskontrakt. Den 26 augusti 2023 skrev Vaclík på ett 1,5-årskontrakt med Major League Soccer-klubben New England Revolution. Den 13 februari 2024 skrev han på ett halvårskontrakt med spanska Albacete.

## Landslagskarriär
Vaclík debuterade för Tjeckiens landslag den 14 november 2012 i en 3–0-vinst över Slovakien. Han var med i Tjeckiens trupp vid fotbolls-EM 2016.